# دیپولر (بولوادین)
دیپولر (به ترکی استانبولی: Dipevler) یک منطقهٔ مسکونی در ترکیه است که در بولوادین واقع شده‌است.